# Iñigo Pérez
Iñigo Pérez Soto (Pamplona, 18 gennaio 1988) è un allenatore di calcio ed ex calciatore spagnolo, di ruolo centrocampista, tecnico del Rayo Vallecano.

## Carriera
Prodotto della cantera dell'Athletic Bilbao, ha fatto il suo debutto in prima squadra il 28 ottobre 2009, in una partita di Coppa del Re contro il Rayo Vallecano.
Il suo debutto nella Liga risale invece al 21 settembre durante Athletic Club-Mallorca (3-0), partita nella quale sigla anche la terza rete della propria squadra.
Nel marzo 2011 passa in prestito all'Huesca in Segunda División, per fare ritorno all'Athletic a fine stagione.
Il 18 luglio 2014 si accasa al CD Numancia, sempre in Segunda División. Il 2 luglio 2018 firma un contratto quadriennale con l'Osasuna dopo il pagamento di una clausola rescissoria di 750000 €.
Dopo esserne stato allenatore in seconda nel 2022-2023, nel 2024 viene chiamato ad allenare il Rayo Vallecano ottenendo la salvezza nella Liga arrivando quartultimo.

## Statistiche

### Statistiche da allenatore
Statistiche aggiornate al 24 maggio 2025.
| Stagione        | Squadra         | Campionato      | Campionato | Campionato | Campionato | Campionato | Coppe nazionali | Coppe nazionali | Coppe nazionali | Coppe nazionali | Coppe nazionali | Coppe continentali | Coppe continentali | Coppe continentali | Coppe continentali | Coppe continentali | Altre coppe | Altre coppe | Altre coppe | Altre coppe | Altre coppe | Totale | Totale | Totale | Totale | % Vittorie | Piazzamento |
| Stagione        | Squadra         | Comp            | G          | V          | N          | P          | Comp            | G               | V               | N               | P               | Comp               | G                  | V                  | N                  | P                  | Comp        | G           | V           | N           | P           | G      | V      | N      | P      | %          | Piazzamento |
| --------------- | --------------- | --------------- | ---------- | ---------- | ---------- | ---------- | --------------- | --------------- | --------------- | --------------- | --------------- | ------------------ | ------------------ | ------------------ | ------------------ | ------------------ | ----------- | ----------- | ----------- | ----------- | ----------- | ------ | ------ | ------ | ------ | ---------- | ----------- |
| feb.-giu. 2024  | Rayo Vallecano  | PD              | 14         | 3          | 5          | 6          | CR              | -               | -               | -               | -               | -                  | -                  | -                  | -                  | -                  | -           | -           | -           | -           | -           | 14     | 3      | 5      | 6      | 21,43      | Sub., 17º   |
| 2024-2025       | Rayo Vallecano  | PD              | 38         | 13         | 13         | 12         | CR              | 4               | 3               | 0               | 1               | -                  | -                  | -                  | -                  | -                  | -           | -           | -           | -           | -           | 42     | 16     | 13     | 13     | 38,10      | 8º          |
| Totale carriera | Totale carriera | Totale carriera | 52         | 16         | 18         | 18         |                 | 4               | 3               | 0               | 1               |                    | -                  | -                  | -                  | -                  |             | -           | -           | -           | -           | 56     | 19     | 18     | 19     | 33,93      |             |